# 城西国際大学薬草園
城西国際大学薬草園（じょうさいこくさいだいがくやくそうえん）は、千葉県大多喜町に所在していた植物園である。

## 場所
千葉県夷隅郡大多喜町大多喜486
座標:北緯35度17分8.3秒 東経140度13分59秒 / 北緯35.285639度 東経140.23306度
- 標高：海抜26.4メートル
- 年間平均気温：15°C（2005年）
- 平均年間降水量：2,400 mm（2005年）
- 敷地面積:15,739.53平方メートル[1]
- 保有植物数:約500種[2]

キャンパス内。年末年始は休園、休園日は月曜。入園は無料。予約制で、一般の人も自由に訪問可能 。

## 歴史
この植物園は1987年に千葉県により「千葉県薬草園」として開設された。公立の薬用植物園としては薬用植物指導センター、丹波市立薬草薬樹公園と並ぶ3園の一つであった。2005年4月に大多喜町に移譲され、学校法人城西大学が指定管理者となり城西国際大学薬学部が管理運営を行った。見学は予約制で、年3回の公開講座や年10回の体験講座なども開催された。その後入園者の減少と老朽化のため、2015年3月31日を以って閉園となった。跡地には、薬草園で栽培されていた果実等を活用してブランデーを製造する蒸留所が開設された。

## コレクション
約500種の薬用植物が栽培され、関東地方の気候と環境に適応。 
- 日本の民間療法で使用される薬用植物及び染料植物
- 漢方で使用される薬用植物
- 医薬品の製造に使用される植物の実験作物
- 水生植物・湿地植物
- 約500種の植物標本
- 約162m²の温室2棟